# Шёпот

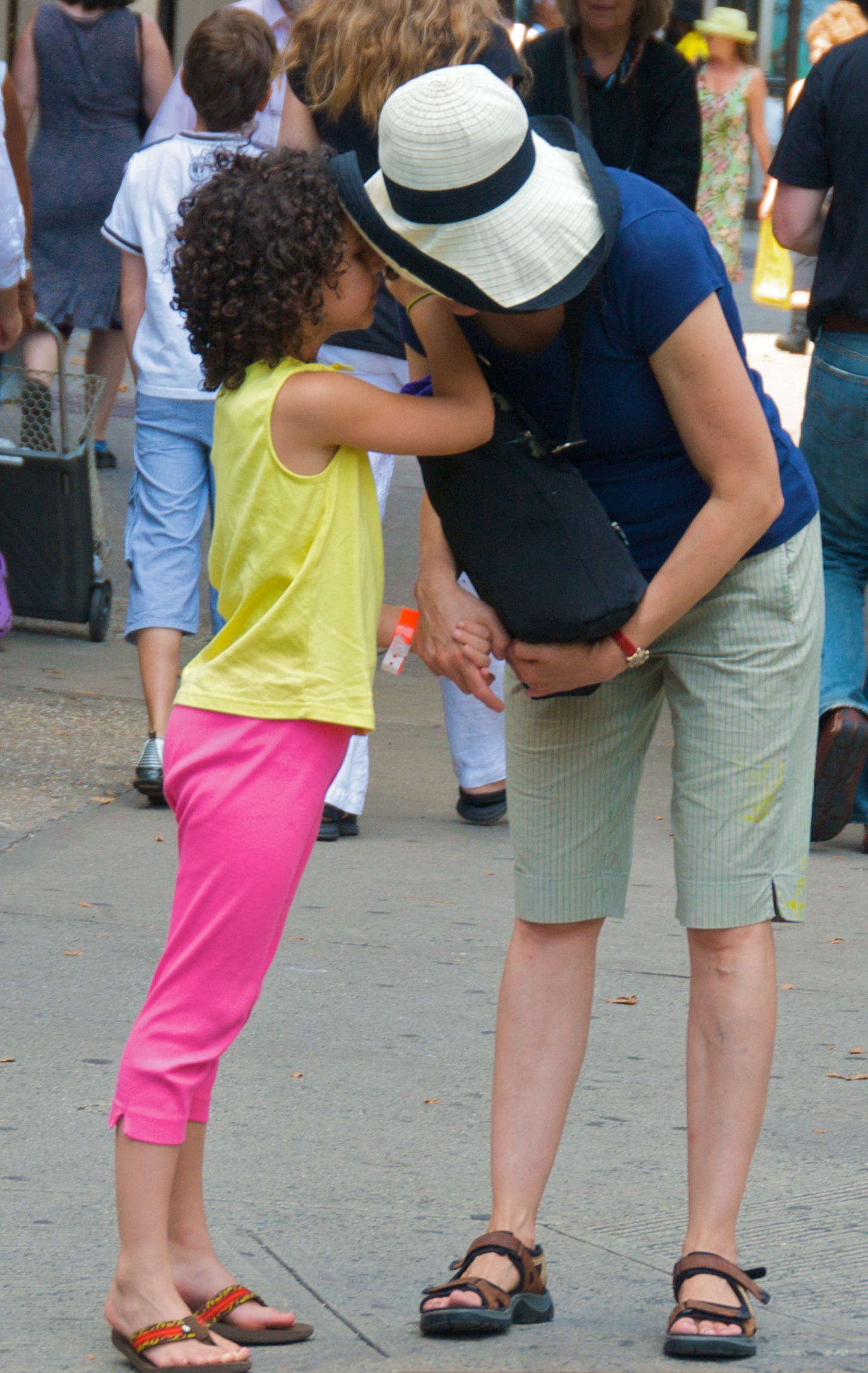
Шёпот используется для сообщения информации по секрету

Шёпот, шопот (устар.), также шепотная речь — вариант устной речи; тихая, почти беззвучная речь.
Во время шепотной (безголосной) речи голосовые складки почти не используются. Они сближаются, оставляя между собой значительную щель, через которую проходит воздух. Струя воздуха с шумом проходит через межхрящевую щель при замкнутой междусвязочной щели; голосовые связки не колеблются, но сближаются, воздух трётся о края голосовой щели. При этом гласные и согласные звуки артикулируются с участием всего остального артикуляционного аппарата как обычно. Шепотная речь отличается от обычной речи не только интенсивностью; из-за крайне слабой вибрации звуковых связок при шепотной речи, такие важные акустические параметры, как частота основного тона и гармоническая структура звука, сильно отличаются от звуков голосовой (вокализированной) речи.
Интенсивность шёпота в децибелах: тихий шёпот — 10 дБ (почти не слышно), умеренный шёпот — 20 дБ (едва слышно), громкий шёпот — до 40 дБ (хорошо слышно).ц
В норме человек должен слышать шепотную речь на расстоянии не менее 6 метров.
Шёпот используется по различным причинам: в случаях, когда необходимо передать какую-либо информацию так, чтобы никто, кроме собеседника, её не услышал (например, желание сохранить передаваемую информацию в секрете), необходимость по какой-либо причине вести себя тихо и не привлекать внимание, желание создать уединённую обстановку, неспособность к речи обычной громкости из-за проблем со здоровьем.